# Cantón de Biarritz
El cantón de Biarritz (cantón n.º 7, Biarritz en francés) es una división administrativa francesa del departamento de los Pirineos Atlánticos creado por Decreto n.º 2014-148, artículo 8.º, del 25 de febrero de 2014 y que entró en vigor el 22 de marzo de 2015, con las primeras elecciones departamentales posteriores a la publicación de dicho decreto.

## Historia
Con la aplicación de dicho Decreto, los cantones de Pirineos Atlánticos pasaron de 52 a 27.
La capital (Bureau centralisateur) está en Biarritz.

## Composición
El cantón de Biarritz está formado por la comuna de Biarritz
En 2012, la población total del nuevo cantón era de 25330 habitantes.